# لوكاس نوتاراس
لوكاس نوتاراس (اليونانية: Λουκᾶς Νοταρᾶς؛ 5 أبريل 1402 - 3 يونيو 1453) كان دبلوماسيًا ومسؤولًا بيزنطيًا خدم كأميرال أو "دوق كبير" (القائد الأعلى للبحرية البيزنطية) وأخيرًا كوزير (أي رئيس الوزراء) للإمبراطورية البيزنطية، تحت حكم الإمبراطورين جون الثامن بالايولوغوس والقسطنطين الحادي عشر بالايولوغوس.

## السيرة الذاتية
ينحدر لوكاس نوتاراس من عائلة يونانية أصلية من مونمفياسيا؛ أول سليل معروف له في المصادر المتوفرة هو "سيباستوس" باول الذي استولى على جزيرة كيثيرا من الفينيقيين نيابة عن الإمبراطور ميخائيل الثامن بالايولوغوس عام 1270. يمكن تحديد أفراد آخرين من عائلة نوتاراس خلال العقود التالية. في منتصف القرن الرابع عشر، انتقل فرع من العائلة إلى القسطنطينية حيث ارتقوا إلى مكانة سياسية واجتماعية بارزة من خلال دعمهم أندرونيكوس الرابع بالايولوغوس، الذي ثار ضد والده جون الخامس بالايولوغوس، ثم بعد وفاة أندرونيكوس، دعموا ابنه جون السابع بالايولوغوس.
كان والد لوكاس نوتاراس هو نيكولاس نوتاراس، تاجرًا غنيًا في غالاتا، عمل كسفير لدى الإمبراطور مانويل الثاني بالايولوغوس في إيطاليا وفرنسا وإنجلترا؛ كان يحمل جنسيات جنوى والبندقية. أما والدته فكانت تدعى إو بريبيا. لا يُعرف عنها سوى أنها توفيت قبل عام 1412، ودُفنت في دير زانثوبولون في القسطنطينية. ولدى لوكاس على الأقل أخ واحد، يوحنا، الذي خدم كـإبي تيس ترابيزيس، وقد أُسر في معركة خلال حصار القسطنطينية 1411 وقُتل رأسًا. فدى نيكولاس رأس ابنه واستعاده ودفنه مع باقي جثته في جنازة عامة.
في عام 1424، كان نوتاراس أحد الثلاثة المبعوثين - مع مانويل ميلاكرينوس وجورج سفيرانس - الذين تفاوضوا على معاهدة صداقة بين الإمبراطور جون السابع بالايولوغوس وسلطان مراد الثاني من الأتراك العثمانيين في نهاية فترة الانتظار العثماني. ويدل على أهميته المستمرة كمسؤول إمبراطوري حضوره في حفل زفاف الإمبراطور المستقبلي القسطنطين الحادي عشر بالايولوغوس على كاترينا غاتيلوسيو في 27 يوليو 1441.
تنسب إليه العبارة الشهيرة "أفضل لي أن أرى الطربوش العثماني وسط المدينة (أي القسطنطينية) من أن أرى التيار اللاتيني" (اليونانية: كَرِيتوتِرُونِ إِسْتِينْ إِيدِنَ إِنْ مِيسِي تِي بُولِي فَاكِيُولِيُونْ بَاسِيلِيُونْ تُورْكُو، أِي كَالِيِبترَنْ لَاتِينِيِكِن) كما ذكرها دوكياس لكن على الرغم من أن العبارة تعكس وجهة نظر الحزب المعادي لاتحاد الكنيسة الذي أُبرم بـمجمع فيلورنسيا، فإن نسبة هذه العبارة إلى نوتاراس على الأرجح خاطئة. في الواقع، عمل نوتاراس مع إمبراطوره القسطنطين الحادي عشر لتأمين الدعم الكاثوليكي بأي طريقة ممكنة في الوقت نفسه الذي حاول فيه تجنب أعمال الشغب من قبل المؤمنين الأرثوذكس. لسوء الحظ، أدى هذا المسار العملي الوسطي إلى انتقاده من كلا الجانبين، ولم تخفف من هذه الانتقادات السياسة الحادة التي كانت قائمة بين الهرمية الإمبراطورية المتأخرة. فعلى سبيل المثال، لم يكن لدى جورج سفيرانس، صديق القسطنطين المقرب وسكرتيره الشخصي، كلمات لطيفة عن نوتاراس، وكرر إدوارد غيبون عداء سفيرانس له.

### سقوط القسطنطينية
خلال حصار القسطنطينية 1453، قاد نوتاراس القوات على طول سور البحر الشمالي الغربي. بعض الحسابات عن الحصار تشير إلى أنه هرب من موقعه بعد رفع العلم العثماني على البرج فوق كيركوبورتا،قالب:طلب مرجع لكن هذا قد يكون مجرد تشويه سياسي. على أي حال، تمكن من الدفاع عن سور البحر - الذي كان دائمًا مدخلًا لجميع الهجمات الناجحة السابقة على المدينة - ضد الأتراك حتى تم اختراق سور البر الذي جعل جهوده عديمة الفائدة.

### الوفاة
تم أسر نوتاراس، زوجته البالايولوغوس، وابنه الأكبر من قبل الأتراك وتم منحهم العفو في البداية باسم إعادة إنشاء النظام وفي مقابل الكثير من ثروة نوتاراس، التي استثمرها بحكمة في البندقية على شكل مهر لأبنائه. ومع ذلك، تم إعدامه بعد فترة وجيزة مع ابنه وصهره. قد يكون هذا ببساطة بسبب تفكير السلطان مجددًا في حكمة السماح لنبيل مرتبط بالفاتيكان والبندقية بالبقاء على قيد الحياة؛ ويعتقد إدوارد غيبون أنه كان قد وجد نفسه في وسط مؤامرة. تفسير آخر هو أن محمد الفاتح أراد جاكوب، الابن الثالث لـ نوتاراس البالغ من العمر 14 عامًا، وعندما رفض نوتاراس تسليمه، أمر السلطان الغاضب بقتلهم جميعًا.
وبحسب ما ذكره ماكاريوس ميليسينوس، المعروف أيضًا باسم "الكاذب سفيرانس"، والذي كتب حسابًا غير موثوق (وربما وهميًا) عن سقوط القسطنطينية، فإن آخر كلمات محمد لـ نوتاراس قبل أن يأمر بإعدامه كانت:
| لوكاس نوتاراس | أيها الكلب غير الإنساني، الماهر في المجاملة والخداع! كنت تملك كل هذه الثروة وحرمت منها سيدي الإمبراطور ومدينتك وطنك؟ والآن، مع كل مؤامراتك وخيانتك العظيمة التي كنت تحيكها منذ طفولتك، تحاول خداعي وتجنب المصير الذي تستحقه. قل لي، يا رجل فاسق، من منحني ملكية هذه المدينة وكنزك؟ [أجاب نوتاراس أن الله هو المسؤول.] بما أن الله رأى أنه من المناسب أن يستعبدهم جميعًا لي، فما الذي تحاول تحقيقه هنا مع حديثك المزعج والجريمة؟ لماذا لم تقدم هذا الكنز لي قبل بدء الحرب أو قبل انتصاري؟ كان من الممكن أن تكون حليفي وسأكرمك في المقابل. الآن، الله، وليس أنت، منحني كنزك. | لوكاس نوتاراس |

## العائلة
توفيت أرملة نوتاراس، بينما كانت مريضة في فراشها خلال الهجوم العثماني الأخير، كعبد في الطريق إلى أدرنة، العاصمة العثمانية السابقة؛ دفنت بالقرب من قرية ميسيان. كان هناك فردين من عائلة نوتاراس على قائمة ركاب سفينة جِنوَيّة هربت من سقوط المدينة. أصبحت ابنته آنا محور الجالية البيزنطية المنفية في البندقية. ونجت اثنتان أخريان من سقوط المدينة، هيلينا نوتاراس وتِيودورا نوتاراس، وانضمتا إلى أختهن في المنفى. هيلينا نوتاراس (والتي اتخذت لاحقًا اسم الدير "إيفروسيني") تزوجت وريث عينوس، جورج جاتيلوسي في عام 1444.

## الكتابات
تم نشر مجموعة رسائل لوكاس نوتاراس باللغة اللاتينية في اليونان تحت عنوان الرسائل. وتشمل Ad Theodorum Carystenum، Scholario، Eidem، Ad eundem وSancto magistro Gennadio Scholario. يظهر اسمه كشخصية في كتاب Johannes Angelos للكاتب الفنلندي مايكا والتاري (1952، ترجمة إنكليزية الملك الملقب بالملك، 1953). ويُصور في الرواية كقائد لمجموعة من النبلاء البيزنطيين الذين حاولوا دون جدوى التعاون مع العدو بعد سقوط القسطنطينية.

## في الثقافة الشعبية
- في فيلم تركي عام 1951، فتح القسطنطينية، لعب دوره فيديات أورفي بنغوي.
- في رواية تاريخية عام 1952، Johannes Angelos، للكاتب مايكا والتاري
- في فيلم تركي عام 2012، فتح 1453، لعب دوره ناسي عديغوزل.
- في رواية تاريخية عام 2019، الورود والرماد.
- في سلسلة وثائقية تاريخية عام 2020، صعود الإمبراطوريات: العثمانيون، لعب دوره أوزمان سونانت.
- في سلسلة درامية تاريخية تركية عام 2024، محمود: سلطان الفاتحين، لعب دوره فيكريت كوشكان وعثمان سوكوت وأوزمان سيرجود.